# Zörnigall
Zörnigall este o comună din landul Saxonia-Anhalt, Germania.